# Ilex
Ilex Tourn. ex L., 1753 è un genere di piante con distribuzione cosmopolita. È l'unico genere della famiglia Aquifoliaceae Bercht. & J.Presl, 1825.

## Descrizione
Il genere comprende specie arboree ed arbustive, a fogliame sempreverde o deciduo, fiori poco appariscenti, i frutti sono bacche variamente colorate, che maturano d'inverno, e offrono un piacevole contrasto cromatico con il colore del fogliame; sono generalmente piante a lento accrescimento, ma che nel tempo possono raggiungere anche i 10 m.

## Alcune specie
Il genere comprende 560 specie.
Tra le specie utilizzate come piante ornamentali ricordiamo:
- Ilex aquifolium L. noto col nome di Agrifoglio (ma anche di Aquifoglio, Alloro spinoso, Pungitopo maggiore) albero o arbusto dioico alto fino a 10 m, ha chioma piramidale, corteccia liscia grigia e rami verdastri, spontaneo in Italia, dal fogliame verde scuro lucente, decorativo, con varietà variegate di bianco, crema o giallo, e frutti che offrono un decorativo contrasto con il colore delle foglie, che sono alterne o sparse, ovali o ellittiche, coriacee, persistenti, a margine spinoso nei rami più bassi delle giovani piante, intero nelle piante adulte, fiori piccoli riuniti in fascetti ascellari, con 4 petali di colore bianco o rosato, unisessuali, quelli maschili hanno 4 stami quelli femminili un pistillo con ovario supero sormontato da 4 stimmi quasi sessili, durante l'inverno portano drupe globose di colore rossi vivo lucente a maturazione, contenenti 2-4 semi.
- Ilex cornuta Lindl. & Paxt., originario dell'Asia, con foglie alternate semplici, persistenti, ovali, margini spinosi o con un'unica spina terminale, di colore verde scuro, fiorisce in primavera, fiori con 4 petali, i fiori maschili sono profumati, ha bei frutti rossi.
- Ilex macrocarpa Oliv. originario del sud della Cina, a fogliame caduco, altezza di 10–15 m, frutti di colore nero e l'I. verticillata originario del sud-est degli U.S.A., alberello di piccola taglia, 2–3 m di altezza, a fogliame caduco, foglie giovani di colore porporino verdi da adulte, con margine dentellato, assumono un bel colore giallo in autunno, produce molti frutti di colore rosso-scarlatto.
- Ilex crenata
- Ilex sapiiformis

Come pianta medicinale viene coltivata nelle zone d'origine I. paraguariensis A.St-Hil. (= I. mate A.St-Hil.) noto col nome volgare di Mathè o Matè, albero di modeste dimensioni o arbusto, originario dell'America del Sud, dove fornisce le foglie per la preparazione di un tè ricco di caffeina, ha la corteccia liscia di colore biancastro, foglie persistenti, grandi, coriacee e glabre, di colore verde scuro, inferiormente più chiare, ovato-spatolate con margine dentato, fiori piccoli bianchi, riuniti in cime ascellari e corolla con 4 petali, i frutti sono piccole bacche rosse.

## Usi
- Come piante ornamentali nel sottobosco di parchi e come basso cespuglio isolato o siepe nei giardini, o anche in vaso su terrazzi o appartamenti.
- Per le proprietà medicinali
- Durante le feste natalizie e a capodanno i rami con le bacche vengono impiegati per realizzare decorazioni beneaguranti
- I semi torrefatti possono diventare un mediocre succedaneo del caffè
- Il legno bianco, durissimo, compatto, elastico e resistente, viene utilizzato per realizzare manici di ombrelli, bastoni, oggetti vari, per lavori di tornitura, ebanisteria e intaglio

## Proprietà medicinali
- I. aquifolium

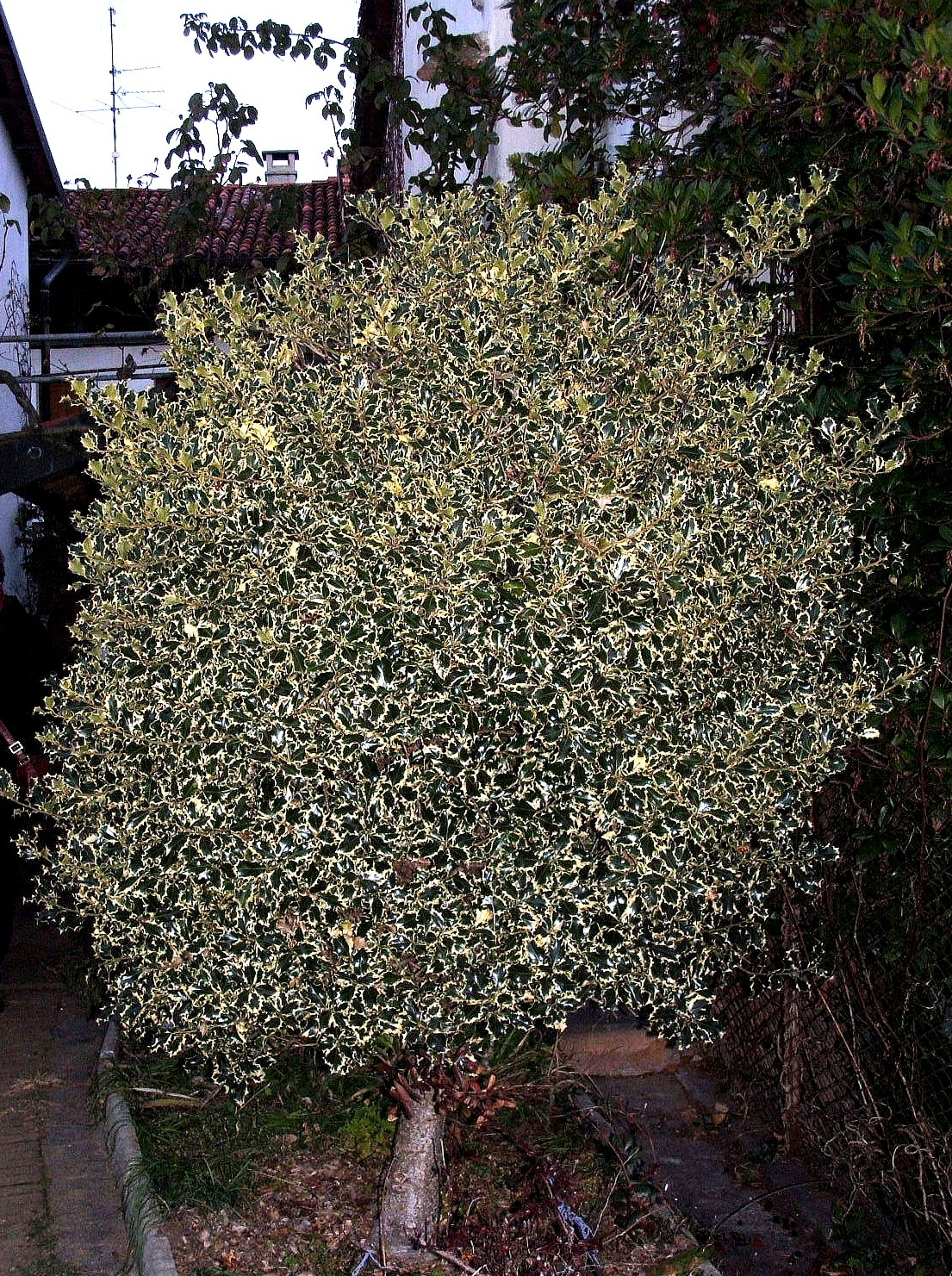
Un robusto albero di agrifoglio in un cortile della collina biellese

  - Il decotto delle giovani radici raccolte in autunno è diuretico
  - Il decotto e il vino medicato della corteccia raccolta in qualunque periodo dell'anno vantano proprietà febbrifughe
  - L'infuso delle foglie raccolte prima della fioritura e fatte essiccare all'ombra ha proprietà calmanti, febbrifughe e curative dell'itterizia, contiene tra le altre sostanze la ilicina
  - I frutti raccolti a maturazione da ottobre a dicembre e fatti essiccare al calore hanno azione purgativa
- I. paraguayensis
  - L'infuso della polvere ottenuta dalle foglie leggermente torrefatte ed essiccate ha proprietà diuretiche, digestive e stimolanti del sistema nervoso e dell'apparato muscolare
- I. macrocarpa
  - I frutti maturi hanno proprietà vermifughe e purgative

## Metodi di coltivazione
Gradiscono posizioni ombreggiate o di sottobosco, terreno acido o semi-acido, fertile e ricco di humus.
La moltiplicazione avviene con la semina dei semi freschi, per mezzo di talea legnosa, per margotta o per innesto.